# John Stewart, 3. Earl of Lennox
John Stewart, 3. Earl of Lennox (* um 1490; † 4. September 1526 in Linlithgow), war ein schottischer Adliger aus der Familie Stewart.
John war ein Sohn des Matthew Stewart, 2. Earl of Lennox und dessen Gemahlin Elizabeth Hamilton. Er folgte seinem Vater 1513 als 3. Earl of Lennox. 
Wegen seiner Nähe zum Thron wurde er als Rivale der mächtigen Familie Hamilton betrachtet. Der Earl führte eine Armee nach Linlithgow um den jungen König Jakob V. von Schottland aus dem Einfluss der proenglischen Familie Douglas zu befreien, wurde aber durch den Earl of Arran besiegt, gefangengesetzt und durch James Hamilton of Finnart, dem Bastard von Arran, kaltblütig ermordet.
John heiratete 1511 Elizabeth, Tochter des John Stewart, 1. Earl of Atholl und hatte mit ihr folgende Kinder:
- Lady Elizabeth Stewart († 1564), ⚭ John Gordon, 11. Earl of Sutherland; sie hatte mit König Jakob V. einen unehelichen Sohn (Adam, † 1600)
- Matthew Stewart, 4. Earl of Lennox (1516–1571), Vater des Henry Stewart, Lord Darnley
- Robert Stewart, 1. Earl of March (1517–1586)
- Hon. John Stewart (1519–1567), 5. Seigneur d’Aubigny, Vater des Esmé Stewart, 1. Duke of Lennox